# Hyles bienerti
Hyles bienerti är en fjärilsart som beskrevs av Otto Staudinger 1874. Hyles bienerti ingår i släktet Hyles och familjen svärmare. Inga underarter finns listade i Catalogue of Life.